# 橙头地鸫
橙头地鸫为鶲科地鸫属的鸟类，俗名黑耳地鸫。在印度次大陸和東南亞的森林地區常見。大多數族群是留鳥。此物種偏好陰暗潮濕的環境，且如同許多少斑地鶇屬（Geokichla）和地鶇屬（Zoothera）的鶇鳥一樣，牠們往往相當隱秘。
橙頭地鶇是雜食性動物，會吃各種昆蟲、蚯蚓和水果。牠們築巢於樹上，但不成群。
這種小型鶇鳥的雄性上半身為均勻的灰色，頭部和下半身為橙色。雌鳥和幼鳥的上半身則呈現更棕的顏色。

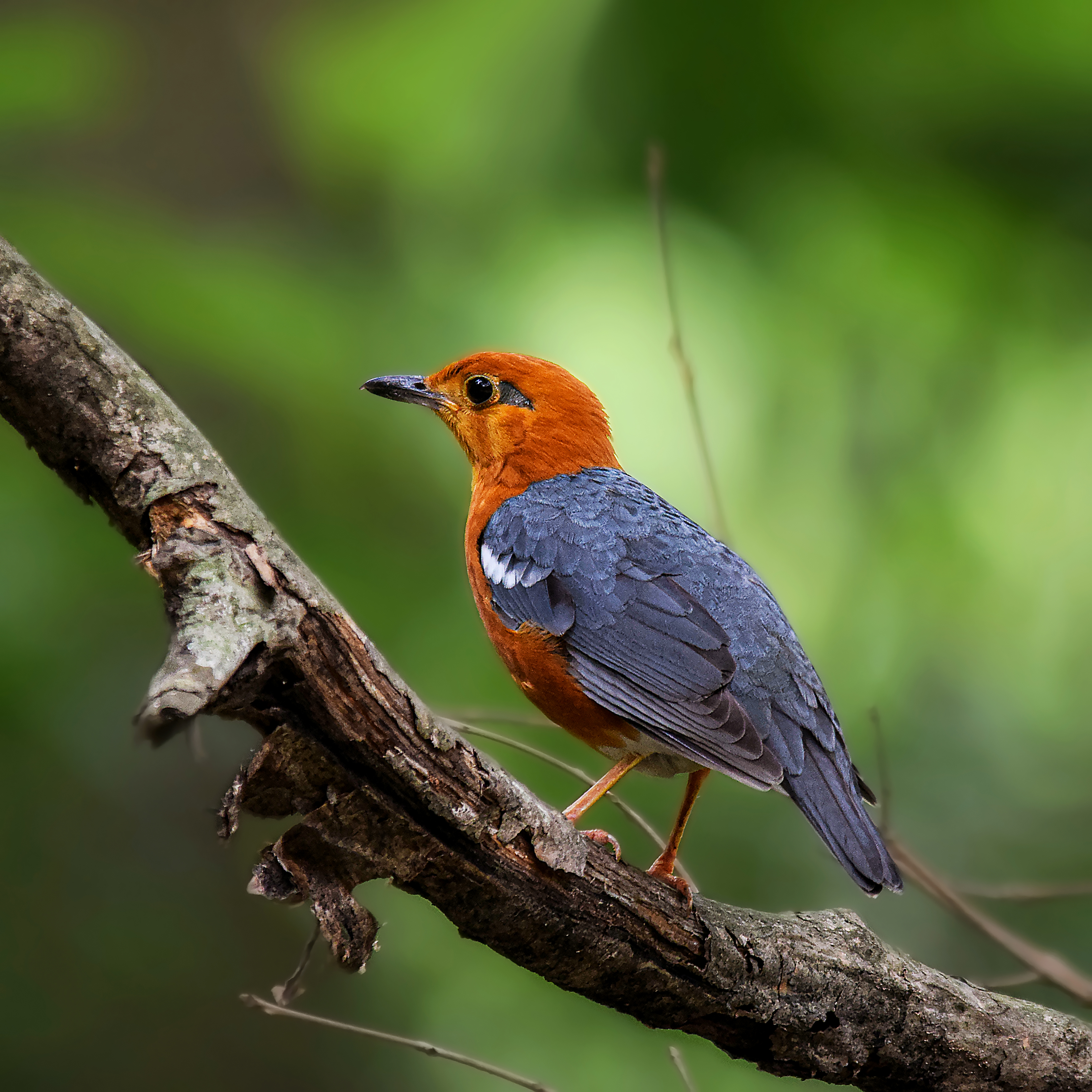
孟加拉的橙頭地鶇

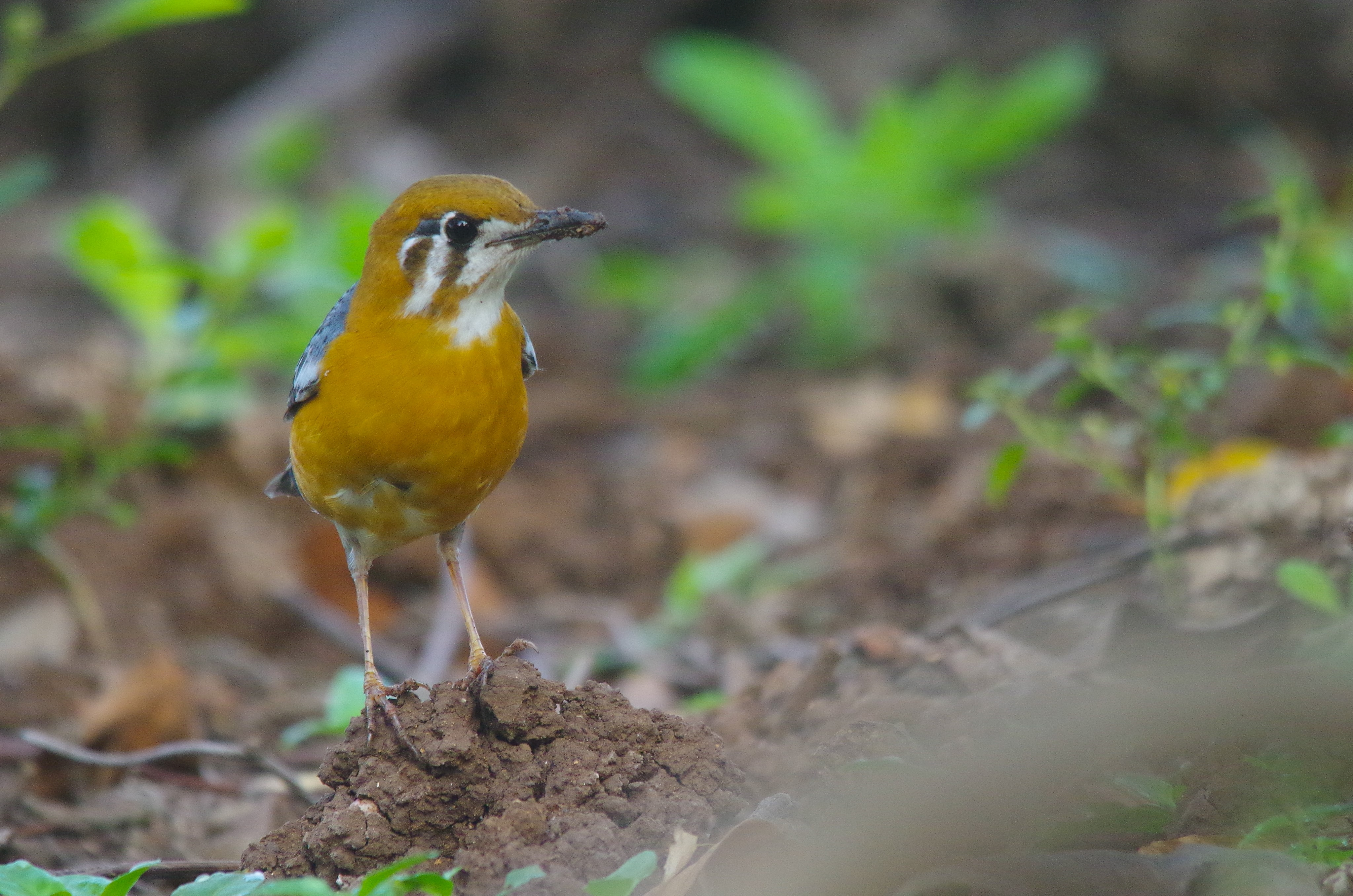
印度聖傑甘地國家公園的橙頭地鶇亞種cyanotus

## 分類
該物種於1790年由約翰·萊瑟姆首次描述，當時被命名為Turdus citrinus，種名意指「檸檬黃色」，指的是其頭部和下半身的顏色。 它約有12個亞種。帕梅拉·C·拉斯穆森和約翰·C·安德頓（2005）指出，該複合群可能包含不止一個物種。
- G. c. citrina，指名亞種，繁殖範圍從北印度沿喜馬拉雅山脈向東延伸至東孟加拉，可能也分布於西部和北部的緬甸。牠們於冬季遷徙至更南方的印度、斯里蘭卡和孟加拉。[5]
- G. c. cyanota主要分布於印度半島南部至喀拉拉邦，為留鳥。[5] 此亞種具有白色的喉部和臉頰，從眼睛下方向下延伸出兩條黑色條紋。[7] 拉斯穆森和安德頓建議更正拼寫為cyanota。[6]
- G. c. amadoni（並非總被承認的亞種）分布於印度半島東北部（中央邦和奧里薩邦），其頂冠橙色較為鮮豔，且翅膀較長，相較於cyanota。[6][8]
- 橙头地鸫云南亚种 G. c. innotata在東南亞大部分地區繁殖，範圍從南緬甸和中國西南部至泰國西北部、老撾中南部、柬埔寨和越南南部。牠們於冬季遷徙至南緬甸，以及泰國大部分地區至馬來西亞。[5] 此亞種與指名亞種相似，但雄鳥的橙色較為鮮亮或深沉，且缺乏覆羽的中覆羽白色端點；雌鳥的頭部和下半身顏色較為暗淡，背部與肩部灰色帶有橄欖色調。[9]
- 橙头地鸫两广亚种 G. c. melli分布於中國東南部，為部分遷徙性鳥類，冬季經常在香港越冬。[5]分布于广东、广西、贵州等地。该物种的模式产地在安徽霍山。[10]
- 橙头地鸫安徽亚种 G. c. courtoisi繁殖於中國中東部，其冬季遷徙範圍未知。[5]是中国的特有物种。分布于安徽、湖北等地。该物种的模式产地在安徽霍山。[11]
- 橙头地鸫海南亚种 G. c. aurimacula分布於越南南部、海南，可能還包括老撾北部。其外貌類似於G. c. cyanota，但頭部的花紋不那麼明顯。臉部和頸側為白色，帶有橙色或褐色斑點，面部條紋較弱。橙色的胸部和體側在腹部和下體側漸變為淡橙色。[5]
- G. c. andamensis分布於安達曼群島，為留鳥。[5]
- G. c. albogularis分布於尼科巴群島，為留鳥。[5]
- G. c. gibsonhilli繁殖範圍從南緬甸至泰國南部，冬季遷徙至更南的泰國半島低地，泰國灣的島嶼及馬來西亞。此亞種與指名亞種相似，但頭部和上半身的橙色稍微更為鮮亮或深沉，且喙較長、較粗重，[5]中覆羽末端有白色。[12]
- G. c. aurata棲息於婆羅洲北部山區，為留鳥。[5]
- G. c. rubecula為爪哇西部的留鳥。[5]
- G. c. orientis棲息於爪哇東部和峇里島，在其分布範圍西部與G. c. rubecula相互過渡。此亞種與爪哇西部亞種的區分曾受到質疑。[5]

### 測量
以下表格匯總了有資料的各亞種的選定身體測量數據。
| 亞種               | 長度 （mm） | 頭部 （mm） | 尾部 （mm） |
| ------------------ | ----------- | ----------- | ----------- |
| G. c. citrina      | 162-168     | 46-48       | 76-81       |
| G. c. cyanota      | 165-170     | 42-46       | 74-79       |
| G. c. andamanensis | 150-158     | 43-45       | 65-78       |
| G. c. albogularis  | 155-165     | 44-48       | 68-79       |

## 分布與棲地
橙頭地鶇繁殖於大部分印度次大陸，包括孟加拉、印度和斯里蘭卡，並延伸至東南亞到爪哇及中國南部。包括东南亚不丹、印度、孟加拉、斯里兰卡、缅甸、泰国、老挝、柬埔寨、越南、马来西亚以及中国大陆的贵州、湖北、安徽、广东、海南、广西、云南等地。该物种的模式产地在印度东北部阿萨姆邦察查县（Cachar）。
它的棲地為潮濕的闊葉常綠林，底層有中等密度的灌木和蕨類，但也利用竹林作為次生林。G. c. cyanota也出現在大型花園和果園。此物種經常出現在潮濕地區，如溪流附近或陰涼的峽谷內。
在中國常见于在海南，多在地面活动、在云南潞西见于海拔1250米的三台山上、栖于榕树等高大乔木上、在贵州望谟以及见于海拔700米的阔叶林中。
牠們在喜馬拉雅山脈的高度範圍為250至1830米（825–6040 英尺），而在馬來西亞、泰國和爪哇則約為1500米（5000 英尺）以內。G. c. aurata主要棲息於婆羅洲北部的京那巴魯山及特魯斯馬迪山的1000至1630米（3300–5400 英尺）之間。部分亞種完全或部分遷徙；牠們的冬季棲地與繁殖地類似，但更可能位於較低海拔處。

## 描述

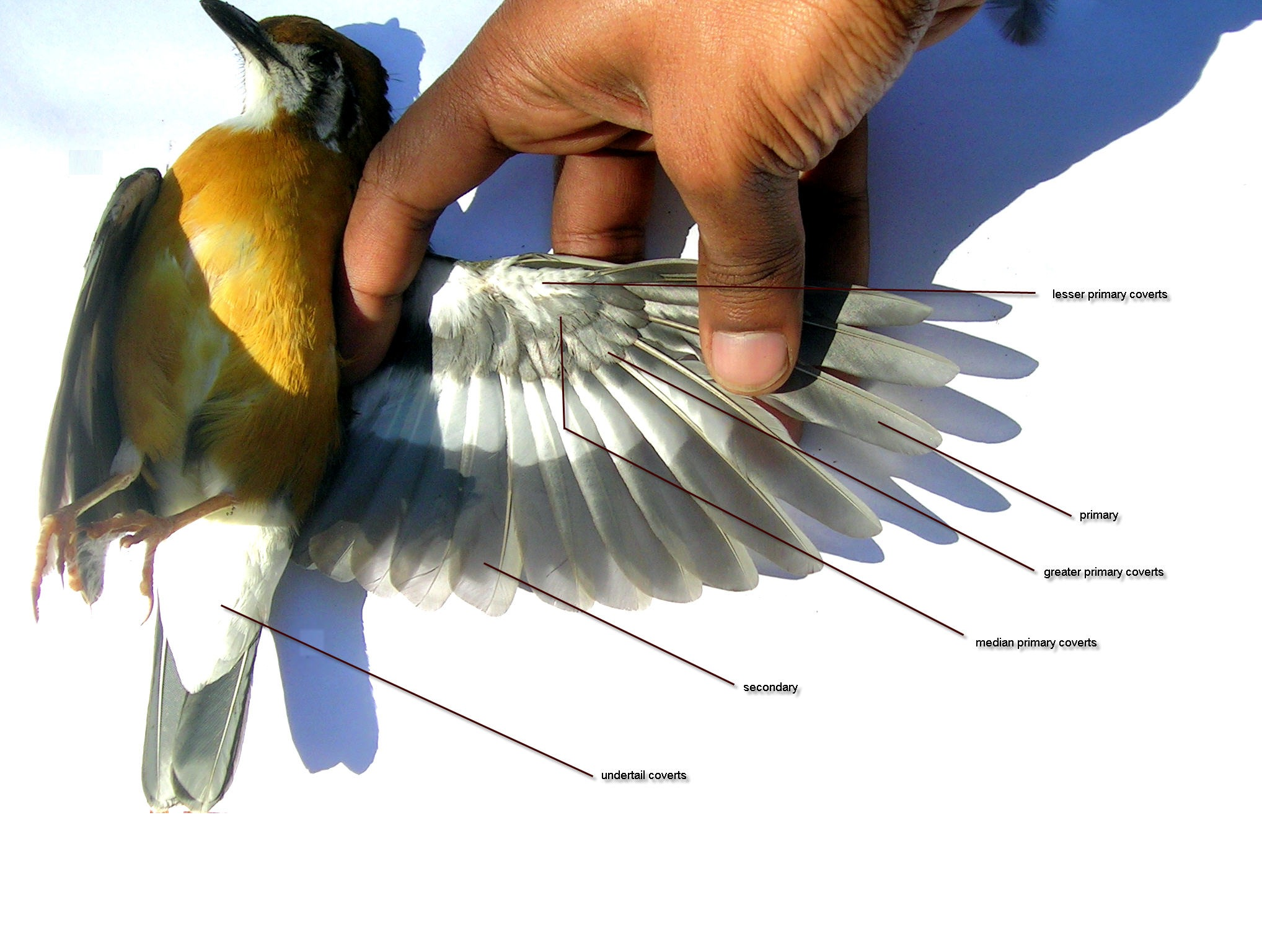
G. c. cyanota的翼下圖

橙頭地鶇體長205–235 毫米（8.1–9.25 英寸），體重47–60 克（1.7–2.1 盎司）。該小型鶇鳥的指名亞種成鳥雄性擁有全橙色的頭部和下半身，均勻的灰色上半身與翅膀，以及白色的中覆羽和尾下覆羽。喙呈灰色，雙腿和足部前端為棕色，後端為粉紅色或淡黃色。
雌鳥外形類似於雄鳥，但上半身顏色更棕或帶橄欖色，翅膀為暖棕色，但部分年長雌鳥幾乎與雄鳥相同。幼鳥呈暗棕色，背部有淡黃條紋，頭部和臉部帶有棕紅色調；翅膀為灰色。喙為棕角色，雙腿和足部為棕色。
此物種的橙灰色羽毛極具特色，不易與其他物種混淆。各亞種之間的差異如上所述，可能非常顯著，例如G. c. cyanota強烈的頭部花紋，但也可能僅限於羽色調的微小變化，或是是否具有白色翅膀折痕。與許多其他鶇鳥類似，該物種的所有型態均有獨特的翼下圖案，帶有顯著的白色條紋。

### 鳴聲
橙頭地鶇的叫聲包括柔和的chuk或tchuk，尖叫的teer-teer-teer，以及在飛行中發出的細小的tsee或dzef。然而，此鳥通常較為安靜，尤其在冬季。其歌聲為響亮清晰的悅耳曲調，旋律性強，類似於烏鶇的聲音，但具備歐歌鶇更具重複性的結構。它也模仿其他鳥類如鵯鳥、舊大陸畫眉和長尾縫葉鶯的叫聲。牠主要在樹葉繁茂的樹上鳴唱，通常在清晨和傍晚。

## 行為
橙頭地鶇是一種害羞且隱密的鳥類，通常獨自或成對出現，但相較於其他少斑地鶇屬（Geokichla）鳥類更容易被看到，數隻個體在非繁殖季節可能會於良好的食物來源地聚集。牠們飛行快速且安靜，但受到驚擾時常常會靜止不動，直到威脅消失。

### 繁殖
巢由雌雄鳥共同築造，呈寬大而淺的杯狀，由細枝、蕨類和小根條構成，內襯較柔軟的植物材料如葉片、苔蘚和松樹針葉。巢築於小樹或灌木上，距地面可達4.5米（15 英尺），芒果樹和咖啡灌木最受青睞。每窩產卵三至四顆，有時五顆；蛋呈乳白色或帶淺藍、灰或綠色，並有淡紫色斑點和紅褐色斑點。孵化期約13至14天，小鳥孵出後再經過約12天即離巢。
此物種為斑翅鳳頭鵑（Clamator jacobinus）的巢寄生宿主，該寄生鳥會在巢中產下一顆卵。與大杜鵑不同，無論母鳥或孵出的小鳥都不會驅逐宿主的卵，但宿主的小鳥常因無法成功與杜鵑爭取食物而死亡。冠郭公（Clamator coromandus）和非常罕見的大杜鵑（Cuculus canorus）也被認為是該物種的寄生鳥。

### 覓食
橙頭地鶇在密集的底層植被或其他厚實的掩護下於地面覓食。牠們在黎明和黃昏時最為活躍，於落葉層中探尋昆蟲及其幼蟲、蜘蛛、其他無脊椎動物及水果。在馬來西亞，越冬的橙頭地鶇經常以無花果為食。

## 狀態
橙頭地鶇的分佈範圍廣泛，估計為2,780,000平方（1,070,000平方英里）。其族群數量尚未量化，但由於廣泛的分佈範圍，据信數量龐大；此物種亦被報告在局部地區常見。根據IUCN紅色名錄的全球族群數量下降標準（即十年或三代內下降超過30%），該物種不被認為接近此門檻，因此被評估為無危。
在爪哇，此物種作為籠中鳥非常受歡迎，數量近年來因捕捉供馴養鳥類而大幅下降。與東南亞森林鳥類因棲地消失或破碎化而受威脅的趨勢不同，由於森林成熟，橙頭地鶇已在1956年首次記錄於香港。

## 圖庫

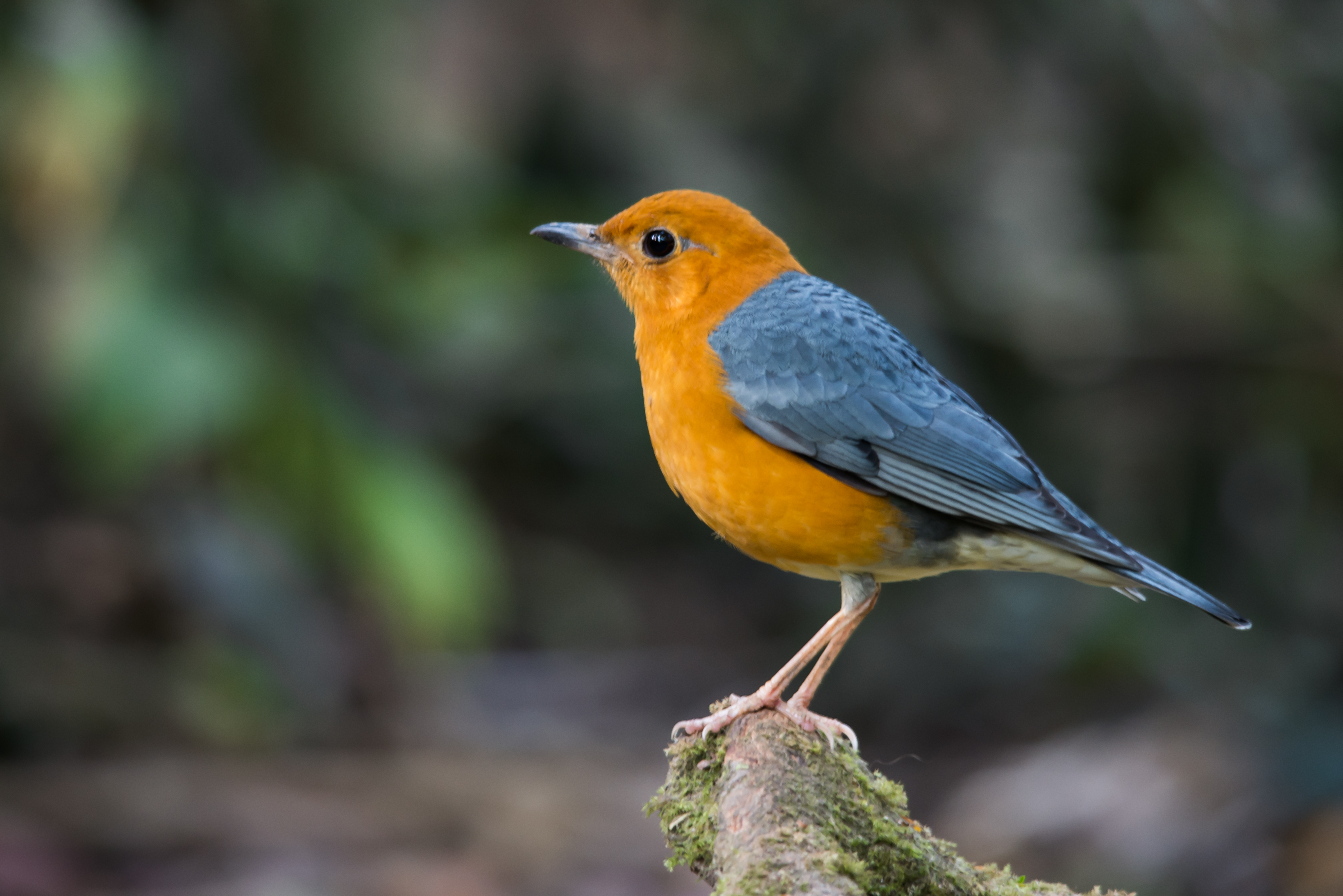
橙頭地鶇（Geokichla citrina），攝於泰國考艾國家公園
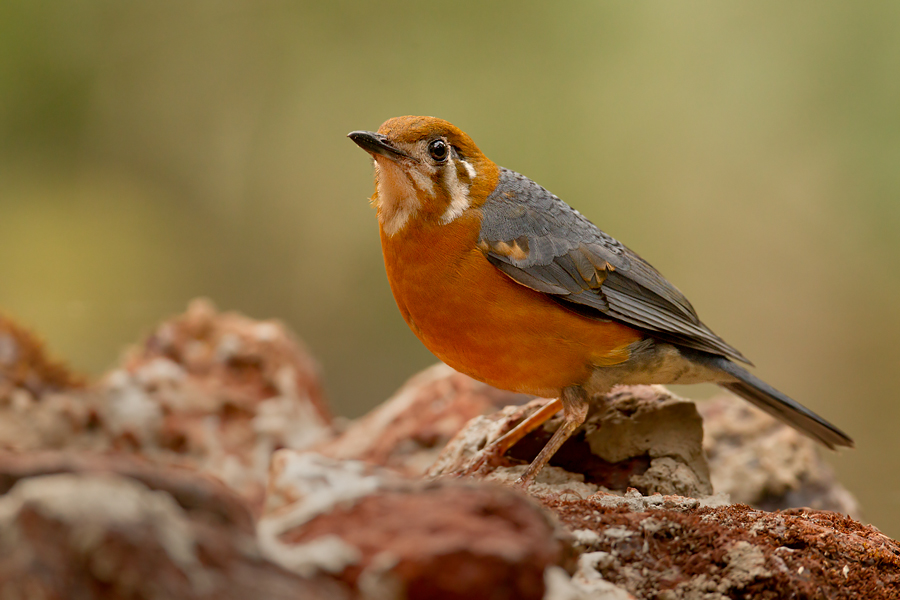
橙頭地鶇（Geokichla citrina），攝於泰國考艾國家公園
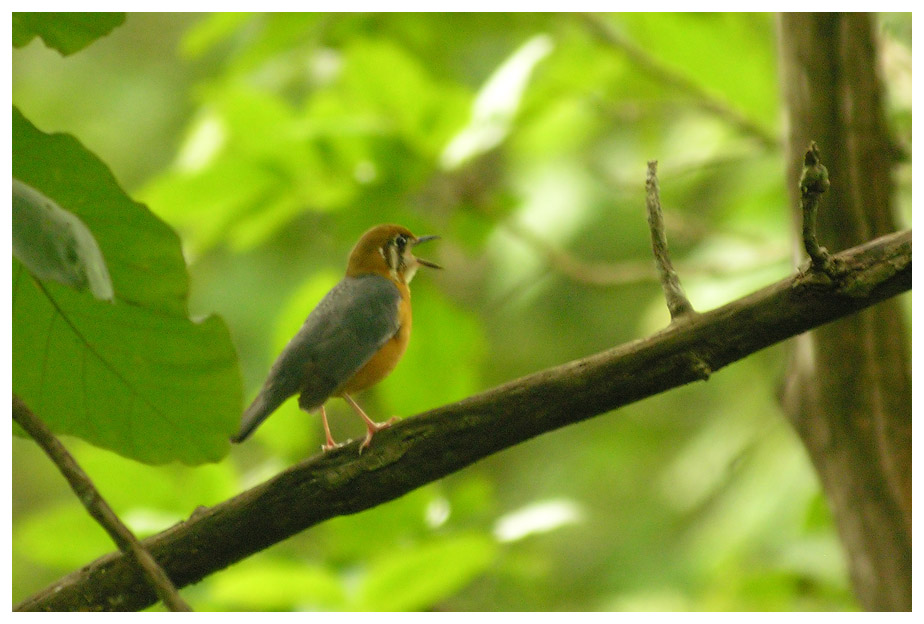
橙頭地鶇（亞種cyanota），攝於印度丹德利野生動物保護區
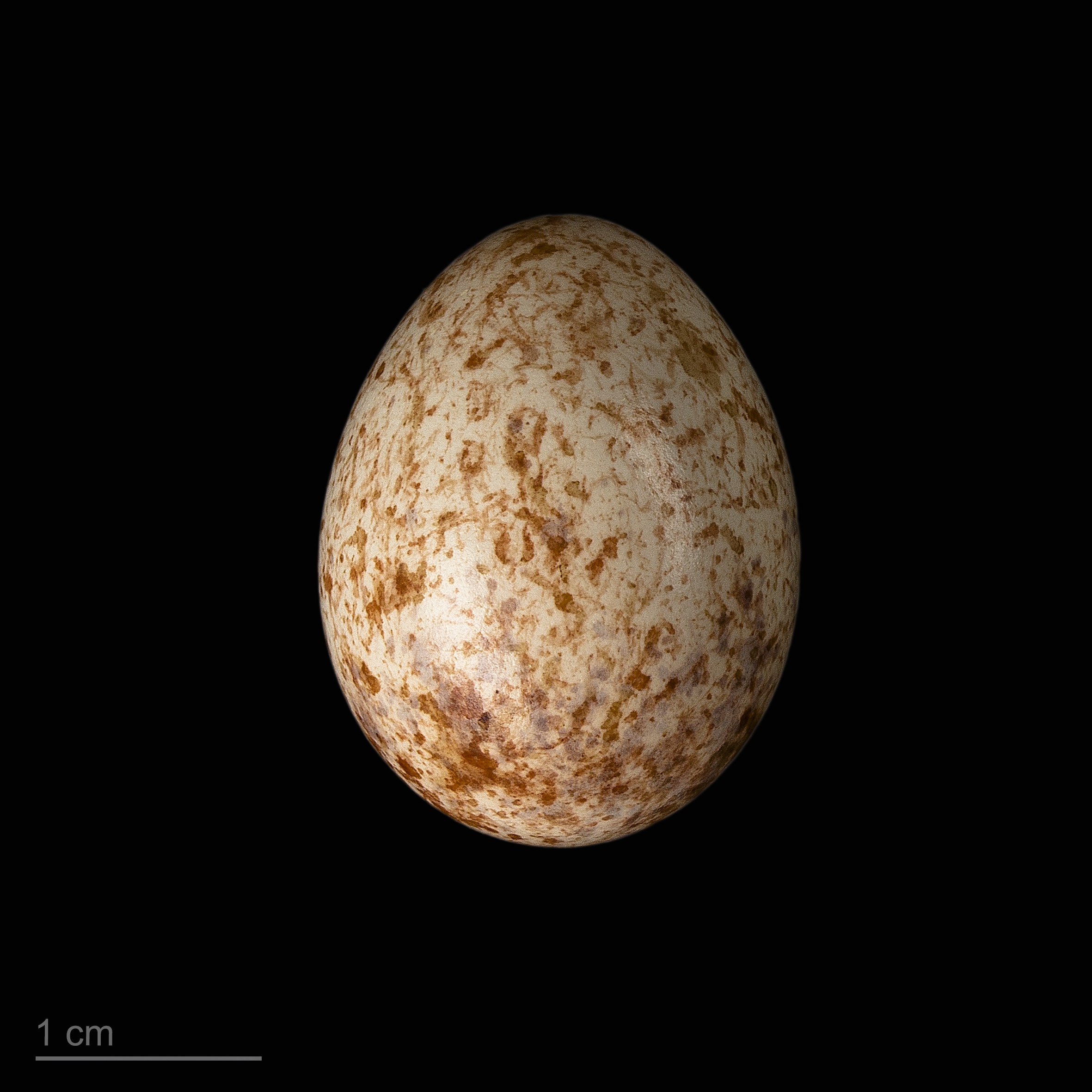
橙頭地鶇（Geokichla citrina cyanota），攝於印度巴德拉野生動物保護區
- Geokichla citrina - 土魯斯博物館